# 7519 Paulcook
7519 Paulcook è un asteroide della fascia principale. Scoperto nel 1989, presenta un'orbita caratterizzata da un semiasse maggiore pari a 3,1964309 au e da un'eccentricità di 0,1936157, inclinata di 2,32437° rispetto all'eclittica.
L'asteroide è dedicato all'astronomo amatoriale Paul A. Cook.